# (32684) 1269 T-1
1269 T-1 (asteroide 32684) é um asteroide da cintura principal. Possui uma excentricidade de 0.13047770 e uma inclinação de 8.91700º.
Este asteroide foi descoberto no dia 25 de março de 1971 por Cornelis Johannes van Houten e Ingrid van Houten-Groeneveld e Tom Gehrels em Palomar.